# Piège sur Zarkass
 (décembre 2019).
Si vous disposez d'ouvrages ou d'articles de référence ou si vous connaissez des sites web de qualité traitant du thème abordé ici, merci de compléter l'article en donnant les références utiles à sa vérifiabilité et en les liant à la section « Notes et références ».
Piège sur Zarkass est un roman de science-fiction de l'auteur français Stefan Wul paru en 1958 dans la collection Fleuve Noir Anticipation.

## Argument
Sur Zarkass, deux agents terriens qui se font passer pour des géologues cherchent à percer le mystère des Triangles, une race alien méconnue qui tente de coloniser la planète.

## Présentation de l'œuvre
Le récit, relativement court, est composé de trois parties subdivisées en vingt-neuf chapitres.
Ce roman est à rapprocher thématiquement d'un roman antérieur de Stefan Wul intitulé Rayons pour Sidar. Les deux romans mettent en scène des personnages qui tentent de protéger une planète sous protectorat terrien d'une invasion alien. Mais le problème politique posé par l'intrigue sera résolu de deux manières différentes : scientifique dans Rayons pour Sidar et magique dans Piège sur Zarkass.

## Genre
Si Piège sur Zarkass relève bien du genre de la science-fiction par son exotisme typique du planet opera et sa technologie futuriste parfois simplement suggérée, l'intrigue est plutôt portée par une pensée magique dans une atmosphère d'angoisse. Ce sont les thèmes littéraires et fantastiques de la malédiction liée à une civilisation disparue, de la prophétie en attente de sa réalisation et de l'annonce eschatologique d'un sauveur qu'utilise ici l'auteur. Stefan Wul cite d'ailleurs expressément le stéréotype de « la malédiction du pharaon » au cours du récit.
Le récit emprunte également beaucoup au genre du roman d'espionnage, avec des éléments aussi classiques que la filature à pied ou en véhicule, le changement d'identité, le travestissement à but de camouflage, les gadgets technologiques comme les récepteurs radio implantés, etc.

## Résumé

### Univers de Zarkass
Stefan Wul laisse libre cours à son imagination pour peindre l'univers de la planète Zarkass. L'auteur invente une faune et une flore à la fois drôles et bigarrées, comme l'herbe à musc, la chenille-lion (qui sert de moyen de transport), les kwiis (des singes nains), les arbres-à-gifles, les grandes noix d'acaze (qui une fois évidées servent de pirogues), le gaviak (un animal mi-lézard, mi-poisson), des mollusques géants, des singes à tête de vache, des serpents ailés ou des fleurs assoiffées dont les corolles se penchent sur le fleuve pour en aspirer l'eau.
Les Zarkassiens, affublés d'un bec-de-lièvre et de longues dents jaunes, muent régulièrement et sont présentés sous un jour pour le moins primitif du point de vue de la civilisation. Cependant, ils disposent d'un puissant pouvoir psychique qui leur permet d'intervenir sur la matière et même de tuer. Ce pouvoir passe par leur regard. Leur civilisation s'est peu à peu éteinte et leurs plus éminents représentants ont désormais abandonné les anciennes croyances magiques pour l'approche plus rationnelle importée par les colonisateurs terriens.

## Personnages principaux

### Terriens
- Darcel, ingénieur en mission pour découvrir le secret du sub-espace détenu par les Triangles ;
- Docteur Jaubert, médecin du village de Zaress ;
- Professeur Klaus, archéologue, spécialiste de la civilisation zarkassienne ;
- Laurent, agent secret terrien responsable de la mission.

### Zarkassiens
- Gozo, agent du gouvernement zarkassien qui surveille les Terriens ;
- Safass-Thin, roi légendaire des Zarkassiens ;
- Tzécha, surû de la ville de Zaress ;
- Xezum, prêtre zarkassien, nouveau roi de Zarkass ;
- Zinn, porteur de l'expédition.

## Chronologie des événements

### Première partie
Darcel et Laurent, deux agents du gouvernement terrien en mission sur la planète Zarkass, partent en expédition géologique, accompagnés d'une colonne de porteurs zarkassiens. Aux abords du grand volcan en éruption dénommé Safass-Thin, l'expédition est mise en débandade par le surgissement soudain de hautes colonnes d'obsidienne qui crèvent le sol. Une fois remis de l'émoi causé par le cataclysme, l'expédition se remet en route et Laurent reçoit un message codé grâce au récepteur radio caché dans son sinus maxilaire : les coordonnées d'une épave d'aéronef des Triangles, une mystérieuse race alien qui est en train de coloniser insidieusement la planète Zarkass. Les deux agents doivent collecter en toute discrétion des informations sur les Triangles et sur la très haute technologie qui leur permet de voyager dans le sub-espace. Pendant les jours qui suivent, les deux agents terriens commencent à avoir des doutes sur l'identité de l'un de leurs porteurs zarkassiens, un dénommé Gozo et pensent qu'ils sont espionnés par le gouvernement zarkassien. Quelque temps plus tard, ils apprennent également que trois engins Triangles se sont posés sur le lieu de l'accident, leur destination. L'expédition traverse des forêts, le Fleuve-Dieu, découvrent les vestiges d'immenses statues immergées, bivouaquent dans un village. Le porteur dévoué dénommé Zinn évite aux deux agents terriens de nombreux dangers. Une nuit, Laurent fait un rêve étrange qui l'entraîne dans les vestiges de la civilisation zarkassienne, sur les traces du grand roi légendaire Safass-Thin dont le nom fut donné au volcan. Mais au matin, il ne se souvient plus de rien. Arrivés à quelques kilomètres de la zone de l'accident, les deux agents terriens droguent les porteurs zarkassiens et partent explorer l'épave de l'aéronef triangle. Ils photographient l'appareil, découvrent un habitacle criblé d'alvéoles minuscules, des symboles représentant le ruban de Möbius et des matériaux inconnus, mais l'intérieur a manifestement été saboté. Les deux agents se contentent alors d'emporter quelques éléments métalliques.

### Deuxième partie
L'expédition arrive enfin dans le village de Zaress. Laurent paie les porteurs qui enfin se dispersent, mais constate que Gozo a disparu. Parcourant les rues de Zaress, Laurent aperçoit enfin Gozo qui entre chez Tzécha, le surû local, à la fois maire et chef de police. Il rentre prévenir son ami Darcel et cacher les artefacts rapportés de l'astronef, tandis que le surû envoie des gardes se poster aux abords de l'hôtel. Le surû leur apprend que leurs papiers ne sont pas en règle et qu'il doit confisquer leurs biens. Pendant la nuit suivante, Laurent se glisse dans le bâtiment du surû et apprend que les deux agents vont subir une radiographie chez le docteur Jaubert. De peur que les Zarkassiens ne découvrent son émetteur dans ses sinus, Laurent part prévenir le médecin qui détraque volontairement son appareil. Le lendemain, Gozo se présente aux deux agents comme agent extraordinaire de l'État et leur dit qu'ils sont contagieux et doivent passer un examen médical complet. Mais la radiographie ne peut avoir lieu et les deux agents sont simplement placés chez le médecin sous surveillance médicale. Le docteur Jaubert les aide à quitter le village en leur donnant la dernière mue mortuaire du roi Safass-Thin et de la reine Ezlan. Revêtus de leurs peaux zarkassiennes et affublés de fausses dents, les deux agents terriens quittent Zaress et réussissent à s'envoler pour la capitale zarkassienne. Pendant le vol, Laurent fait à nouveau un rêve étrange lié aux légendes zarkassiennes.

### Troisième partie
Dans la capitale, les deux agents se rendent au centre des opérations et sont récupérés par un héli-bus de l'armée. Le colonel de la base leur rend visite alors qu'ils se débarrassent de leurs peaux étrangères. Mais Laurent a du mal à retirer la sienne qui lui a collé à la peau et s'est greffée par endroits sur son propre épiderme. Laurent s'endort avec de nombreux bandages et récitent pendant son sommeil des versets entiers de l'Ancien Rituel zarkassien. Entretemps les morceaux d'artefacts rapportés par les deux agents ont permis aux ingénieurs de percer le secret du sub-espace. Mais un mystère subsiste : d'après les observations et les interprétations des experts, les Triangles ne devraient pas mesurer plus de deux centimètres, alors qu'en fait ils ressemblent physiquement aux Zarkassiens ! Le colonel charge Laurent, à peine remis de ses lésions, de filer un Triangle en ville, cause de la disparition de deux autres agents. Laurent revêt sa peau zarkassienne, aseptisée, et suit le Triangle toute la journée. Au bout de quelque temps, sa filature l'entraîne dans un grand hôtel interdit aux étrangers et Laurent échappe de justesse à une agression des Triangles. Lorsqu'il rentre à la base, Laurent s'effondre, épuisé, récite de nouveaux versets rituels zarkassiens. À leur grande surprise, les médecins constatent que la peau du roi Safass-Thin remplace peu à peu l'épiderme de Laurent. Grâce aux informations de Laurent, le colonel organise une nouvelle mission d'espionnage de l'hôtel pour laquelle Darcel se porte volontaire. Il découvre alors la véritable identité des Triangles : des mouches intelligentes qui respirent de l'hydrogène et vivent à très basse température. Pendant ce temps, Laurent s'est peu à peu transformé en Safass-Thin et le roi de légende des Zarkassiens part à la rencontre de son peuple pour lui demander de renouer avec les anciennes traditions, ouvre l'ancien palais, retrouve son trône et dicte à ses sujets les tables de la loi et leur demande de faire confiance aux Terriens, leurs meilleurs alliés à l'avenir. Laurent meurt pour renaître dans une nouvelle dimension.

## Commentaires

### Colonialisme interplanétaire
Dans ce roman de Stefan Wul qui, après Rayons pour Sidar et Le Temple du passé, prend à nouveau pour toile de fond la colonisation à l'échelle interplanétaire, l'accent politique semble s'être un peu déplacé. S'il s'agit toujours d'aider un peuple primitif à échapper aux dangers d'une invasion désastreuse que seuls les colonisateurs savent anticiper, ce roman laisse la part belle à la culture primitive d'origine en la valorisant d'une manière toute particulière. Contrairement à Rayons pour Sidar, dans lequel un Terrien et un robot sauvent à eux seuls toute une planète, Stefan Wul donne ici aux Zarkassiens primitifs la force de s'en sortir eux-mêmes, en utilisant les ressources de leur propre race et de leur propre culture. L'antagonisme colonisateur/colonisé se résout ici dans la fusion des deux cultures qui se conçoivent comme complémentaires, sans rejet mutuel, ni dédain. Cette fusion est bien sûr symbolisée par le personnage même de Laurent qui deviendra par transsubstantiation le roi Safass-Thin. Cette fois, c'est un colonisateur qui est sacrifié pour permettre au peuple primitif de retrouver sa culture et sa fierté.

### Réminiscences de Flaubert?
Au dixième chapitre de la première partie du roman, la scène dans laquelle les deux agents terriens glosent sur les différentes méthodes de classement de leurs échantillons géologiques, alors qu'ils n'y connaissent strictement rien, fait immanquablement penser aux deux héros érudits, mais ridicules, de Gustave Flaubert, Bouvard et Pécuchet qui s'épuisent avec la meilleure intention du monde en considérations pseudo-scientifiques.

## Éditions françaises
- Fleuve noir, coll. « Anticipation » no 119, 1958 ;
- dans Œuvres (texte revu et augmenté) Robert Laffont, coll. « Ailleurs et Demain - Classiques » no 1, 1970, rééditions en 1973 et 1984  (ISBN 2-221-04162-3).
- dans Œuvres, Édito-Service (Genève), coll. « Les chefs-d'œuvre de la science-fiction » no 17, 1976 ;
- Pocket, coll. « Science-fiction » no 5008, couverture de Wojtek Siudmak, 1977  (ISBN 2-266-00383-6), réédition en 1991 ;
- Denoël, coll. « Présence du futur » no 570, couverture de Jean-Yves Kervévan, 1996  (ISBN 2-207-50576-6) ;
- dans "Œuvres complètes 2" Éditions Claude Lefrancq, coll. « Volumes », 1997  (ISBN 2-87153-451-9).

## Adaptation en bande dessinée
- La série est adaptée en bande dessinée par Yann et Didier Cassegrain chez Ankama[1], avec un certain nombre de modifications dans l'intrigue (les personnages étant tous féminins, par exemple).

## Traductions

### En portugais
- Armadilha em Zarkass, Livros do Brasil, coll. « Argonauta » no 90, 1964.

### En russe
- Ловушка на Заркасе [Lovouchla na Zarkasse = Piège sur Zarkass], dans le recueil Галактика без человечества [Galaktika vez tchelovetchestva = Galaxie sans humanité], Тимур [Timour], coll. « Шедевры фантастики [Chedevry fantastiki = Chefs-d'œuvre de la SF] », 1994  (ISBN 5-85513-010-X)